# Distrofia cristalina de Bietti
La distrofia cristalina de Bietti es una enfermedad ocular hereditaria poco frecuente que se hereda según un patrón autosómico recesivo, lo cual significa que ambos padres deben portar el gen anómalo para que su hijo pueda presentar la afección. Se caracteriza por la existencia de pérdida de visión en condiciones de baja luminosidad (ceguera nocturna), defectos en el campo visual (escotomas) que no afectan inicialmente a la visión central y disminución de agudeza visual de inicio precoz, alrededor de los 30 años. Los síntomas son progresivos y pueden provocar la ceguera legal alrededor de los 50 años, aunque la evolución es muy variable dependiendo de cada caso particular. El nombre de la afección proviene del oftalmólogo italiano Giovanni Battista Bietti (1907-1977) que en el año 1937 realizó la descripción de la entidad. 